# Pakhus 2013
|  | Fremtidig bygning Denne artikel omhandler en bygning, der er under opførelse. Det er derfor muligt, at indholdet er af spekulativ natur, og ligeledes, at indholdet kan ændre sig markant efterhånden som flere oplysninger bliver tilgængelige. |

Pakhus 2013 er et kommende byggeri beliggende på Aarhus Ø, projektet indeholder 5 højhuse med varierende højde på 50 m, 44,50 m, 43 m, 43 m, 32,50 m. Pakhus 2013 er på i alt ca. 37.000 m2 og bliver en blanding af erhvervs og boligbyggeri
Byggeriet bliver opført af domis ejendomme og er tegnet af AART architects.